# Агилера, Наги
Наги Агилера (англ. Nagy Aguilera; род. 28 мая 1986, Доминиканская Республика) — доминиканский профессиональный боксёр, выступающий в тяжёлой весовой категории.

## Профессиональная карьера
Агилера дебютировал в августе 2007 года. К девятому поединку он встретился против очень опытного оппонента, Гарри Уилкокса (21-3-1), и победил его по очкам в 8-и раундовом бою.
В декабре 2008 года, непобеждённый Наги Агилера, вышел на ринг с джорнименом Марселлем Брауном. Доминиканец был чрезвычайно активен, но нарушал правила. Несколько раз бил ниже пояса, и даже ударил соперника головой, за что и был дисквалифицирован. Агилера потерпел своё первое поражение.
В августе 2009 года, за титул чемпиона штата Нью-Йорк, раздельным решением судей проиграл Дареллу Мэдиссону (13-1). Затем в октябре нокаутировал начинающего боксёра Джэрома Джонсона,
В декабре 2009 года, совершил сенсационную победу, которая прославила Агилеру. В рейтинговом бою он нокаутировал в первом раунде бывшего чемпиона мира в супертяжёлом весе по версии WBC, Олега Маскаева.
Эта победа очень подняла в рейтингах Агилеру и уже в марте 2010 года, Наги вышел на ринг за звание обязательного претендента по версии IBF с нигерийцем, Сэмюэлем Питером. Агилера потерпел поражение техническим нокаутом во 2-м раунде, и утратил шанс провести чемпионский бой.
В августе 2008 года в бою за вакантный титул USBA, проиграл по очкам американцу Морису Харрису.
Затем провёл поединок против бывшего чемпиона в первом тяжёлом весе, Антонио Тарвером, который решил перейти в новую весовую категорию. Агилера снова проиграл по очкам.
В мае 2011 года, Агилера вышел на ринг против американского нокаутёра, Криса Арреолы. Крис Арреола нокаутировал Агилеру в 3-м раунде.
В феврале 2012 года Наги нокаутировал в 3-м раунде Стейси Фрейзера, а через месяц проиграл по очкам бывшему чемпиону в двух весовых категориях, поляку, Томашу Адамеку.